# ضاحیه جنوبی
ضاحیه جنوبی (به عربی: الضاحية الجنوبية) یک منطقه برون‌شهری عمدتاً شیعه‌نشین در جنوب بیروت، در شهرستان بعبدا واقع در لبنان است که اقلیتی از مسلمانان سنی، مسیحی و یک کمپ آوارگان فلسطینی با ۲۰٬۰۰۰ نفر نیز در آن ساکن هستند. این منطقه، مسکونی و تجاری بوده و دارای چند مرکز خرید، فروشگاه و بازار است و شامل چندین شهر و شهرداری می‌شود. این منطقه در شمال فرودگاه بین‌المللی رفیق حریری بیروت واقع شده و آزادراه ام۵۱ که بیروت را به فرودگاه، متصل می‌کند، از آن عبور می‌کند.

## جغرافیا
این منطقه (به همراه ضاحیه شمالی و ضاحیه شرقی) یکی از سه منطقه بزرگ بیروت است. اما عبارت «ضاحیه» تنها برای این بخش از بیروت به کار می‌رود. پیش از این، به این منطقه «ساحل متن جنوبی» می‌گفتند. ضاحیه جنوبی تقریباً حدود نیمی از پایتخت لبنان (۲۸ کیلومتر مربع) را در برمی‌گیرد. محله‌ها و شهرک‌های زیادی در این منطقه قرار دارند.
فرودگاه بین‌المللی رفیق حریری بیروت، وزارت کار، وزارت مهاجران و دانشگاه لبنان از جمله مهم‌ترین اماکن در منطقه ضاحیه جنوبی هستند. شمار زیادی از ساختمان‌های اداری، فروشگاه‌های بزرگ، مراکز صنعتی، مالی و اقتصادی در این منطقه هستند. سفارت‌خانه‌های ایران، کویت، مراکش، یمن، دفتر سازمان ملل متحد و اونروا در ضاحیه، مستقر هستند. دفتر برخی شبکه‌های تلویزیونی مانند المنار، شبکه اطلاع‌رسانی و رسانه‌ای حزب‌الله، البشائر و العالم در ضاحیه جنوبی قرار دارند.

## تاریخچه

### امپراتوری عثمانی
ضاحیه جنوبی در گذشته از مجموعه‌ای از دهکده‌ها و زمین‌های کشاورزی و باغ‌های زیتون و مرکبات بود. مهم‌ترین بخش این منطقه، محله مسیحی‌نشین حاره حریک با باغ‌های زیبای لیمو بود. بشیر دوم، آخرین امیر مارونی امارت جبل لبنان در دوران امپراتوری عثمانی اهل ضاحیه بود. به همین دلیل این منطقه از آن هنگام تا پایان امپراتوری عثمانی، املاک فئودالی او ضمیمه شد. در سال ۱۸۹۰ جمعیت زیادی از مردم این منطقه برای زندگی بهتر به آمریکای لاتین مهاجرت کردند. تا میانه اول سده بیستم میلادی، ضاحیه، بافت روستایی و کوهستانی داشت.

### آغاز تا میانه سده ۲۰ میلادی
در آغاز سده ۲۰، منطقه ضاحیه، پیشگام جنبش استقلال عرب به رهبری عبدالکریم قاسم خلیل بود. پس از پایان قیمومت فرانسه بر سوریه و لبنان در سال ۱۹۴۳، مهاجرت‌های داخلی از روستاها به بیروت افزایش پیدا کرد و بیشتر این افراد در حاشیه بیروت و جایی به نام «کمربند بدبختی» ساکن شدند. تا اوایل دهه ۱۹۵۰ منطقه ضاحیه به واسطه بافت جمعیتی خود، به بستر مناسبی برای رشد ایده‌های ناسیونالیستی، چپ‌گرایانه و سوسیالیستی تبدیل شد. یکی از مهم‌ترین عوامل برای رشد این ایده‌ها ضدیت کمیل شمعون، رئیس‌جمهور وقت لبنان و هم‌پیمان جهان غرب، با آن‌ها بود. ورود چریک‌های فلسطینی به لبنان در سال ۱۹۶۸ باعث شد شمار زیادی از مردم ضاحیه به جنبش‌های مقاومت فلسطینی، به ویژه سازمان آزادی‌بخش فلسطین بپیوندند.

### آوارگان فلسطینی
پس از روز نکبت در سال ۱۹۵۰ که صدها هزار فلسطینی آواره به لبنان رفتند نزدیک به ۲۰ هزار نفر از آنها در اردوگاهی بر روی تپه‌ای در ضاحیه در نزدیکی جاده فرودگاه رفیق حریری ساکن شدند. با تداوم اسکان فلسطینی‌ها این اردوگاه‌ها به خانه آن‌ها تبدیل شد.

### جنبش امل
محله حاره حریک در مرکز ضاحیه در فاصله پنج کیلومتری بیروت قرار دارد. این محله از لحاظ تاریخی محله‌ای مسیحی‌نشین است. در سال ۱۹۷۶، یک مرجع تقلید شیعه به نام سید محمدحسین فضل‌الله، نخستین حوزه علمیه دینی-سیاسی را در این محله راه‌اندازی کرد. پس از آن، چند حوزه علمیه دیگر نیز در محله حاره حریک، افتتاح شدند.
با آغاز جنگ داخلی لبنان در سال ۱۹۷۵، بسیاری از شیعیان دیگر مناطق لبنان برای فرار از آزار و اذیت شبه‌نظامیان مسیحی، به محله ضاحیه، کوچ کردند. در همان دوران، سید موسی صدر، نهضت اسلامی شیعی به نام «جنبش محرومان» یا «جنبش مقاومت گروه‌های لبنان» (جنبش امل) را در ضاحیه جنوبی، بنیان گذاشت. به دلیل بافت جمعیتی فقیر این منطقه، موسی صدر، ضاحیه را «حومه محرومان» نامید.

### حزب‌الله
با تثبیت حضور حزب‌الله در منطقه ضاحیه در دهه ۱۹۸۰، محله حاره حریک به مرکز فرماندهی حزب‌الله تبدیل شد تا جایی که امروز به شیوه‌ای خودگردان توسط حزب‌الله اداره می‌شود. در حاره حریک، پیروان حزب‌الله در مناسبت‌های خاص گرد هم می‌آیند. در دهه‌های بعد بسیاری از علمای سرشناس شیعه لبنان و رهبران حزب‌الله در این محله، زندگی کردند. به همین دلیل این محله همواره یکی از اهداف بالقوه اسرائیل در درگیری‌های بین اسرائیل و حزب‌الله بوده است. این منطقه در جنگ ۲۰۰۶ اسرائیل و لبنان و درگیری اسرائیل و حزب‌الله (۲۰۲۳–اکنون) به شدت توسط اسرائیل بمباران شد. در جریان جنگ ۲۰۰۶ اسرائیل و لبنان، بخش بزرگی از منطقه ضاحیه به دلیل بمباران‌های اسرائیل، ویران شد؛ اما حزب‌الله با تشکیل کمیسیون عالی امداد و بنیاد «وعد» و همچنین پشتیبانی مالی ایران و برخی دیگر از کشورهای عربی، به سرعت این منطقه را بازسازی کرد. در سپتامبر ۲۰۲۴ نیز سید حسن نصرالله، دبیرکل حزب‌الله لبنان در این منطقه کشته شد.
پس از آغاز جنگ داخلی سوریه و قدرت گرفتن برخی گروه‌های افراطی سنی، ضاحیه، چندین بار هدف بمب‌گذاری‌های گروه‌هایی چون داعش و جبهه النصره قرار گرفت.

## مردم‌شناسی
از آغاز سده ۲۰ میلادی، ضاحیه جنوبی عموماً سکونت‌گاه مردم فقیر بوده است. به همین دلیل در آغاز، آن را «کمربند بدبختی» نامیدند. سپس موسی صدر آن را «حومه محرومان»، چپ‌های لبنانی آن را «حومه بدبختی» و حزب‌الله آن را «حومه مستضعفان» نامیدند. به دلیل فقر زیاد، منطقه ضاحیه همواره یکی از کانون‌های شورش علیه دولت مرکزی لبنان بوده است.
تراکم بالای جمعیت و بی‌توجهی دولت به ضاحیه جنوبی باعث شده استفاده حزب‌الله از این موقعیت شده تا به‌وسیلهٔ موسسه‌هایی مانند جهاد البناء و کمیته امداد امام خمینی به شهروندان ضاحیه خدمات اجتماعی و درمانی ارائه دهد. این کمک‌ها در محبوبیت حزب‌الله در این منطقه بسیار تأثیرگذار بوده‌اند. حزب‌الله در این منطقه ممنوعیت‌هایی مانند فروش الکل و عدم فیلم‌برداری بدون داشتن مجوز، وضع کرده است. حزب‌الله همچنین در این منطقه نیروهای امنیتی خودش را دارد.
ضاحیه جنوبی حدود یک میلیون نفر (یک پنجم جمعیت لبنان) جمعیت دارد و به غیر از منطقه الشیاح که تحت تسلط نسبی جنبش امل است، حزب‌الله بر کل ضاحیه، کنترل کامل دارد. بیش از نیمی از جمعیت ضاحیه، شیعه هستند. اما اقلیتی از سنی‌ها و مسیحی‌ها نیز در این منطقه زندگی می‌کنند. همچنین چند ده هزار فلسطینی، ساکن این منطقه هستند. این محله، پناهگاهی برای فرار افراد قانون‌گریز بوده است.